# Boštjan Žnuderl
Boštjan Žnuderl, slovenski nogometaš, * 17. januar 1979.
Žnuderl je nekdanji profesionalni nogometaš, ki je igral na položaju vezista. V svoji karieri je igral za slovenske klube Maribor, Železničar Maribor, Celje in Dobrovce ter avstrijske Flavie Solva, Gleinstätten, Kindberg-Mürzhofen, Frauental, St. Peter im Sulmtal in USV Wies. Skupno je v prvi slovenski ligi odigral 126 tekem in dosegel osem golov. Z Mariborom je v sezonah 1997/98, 2001/02 in 2002/03 osvojil naslov slovenskega državnega prvaka ter leta 2004 slovenski pokal. Bil je tudi član slovenske reprezentance do 16, 18, 20 in 21 let.